# Zaireichthys monomotapa
Zaireichthys monomotapa és una espècie de peix pertanyent a la família dels amfílids i a l'ordre dels siluriformes.

## Etimologia
Zaireichthys prové del riu Zaire (el nom com era conegut abans el riu Congo) i del mot grec ichtys (peix), mentre que monomotapa fa referència a l'antic regne de Monomotapa, el qual s'estenia pels actuals territoris de Moçambic i Zimbàbue abraçant gairebé tota la distribució geogràfica d'aquesta espècie.

## Descripció
El mascle fa 3,8 cm de llargària màxima i la femella 4,1. Línia lateral allargada i arribant més enllà de l'extrem de la base de l'aleta anal i, normalment, més enllà i tot del final de l'adiposa. Musell arrodonit i sense sobresortir molt més enllà de la boca. Ulls moderats. La boca fa menys de la meitat de l'amplada del cap. Barbetes sensorials moderades o llargues (les maxil·lars arriben a les bases dels radis ramificats de les aletes pectorals). Aleta caudal moderadament emarginada, amb el lòbul inferior usualment més llarg que el superior i amb 14-16 radis ramificats (6-7 en el lòbul superior i 8-9 en l'inferior). Aleta anal amb 10-12 radis. Aletes pectorals amb 7-8 (normalment 7) radis ramificats. 6-8 radis branquiòstegs (7-8 en el cas de l'holotip). 35-38 vèrtebres (37 l'holotip). 6-8 costelles (normalment, 7). És de color marronós clar en general, el cap marronós i una sèrie de franges més fosques que li travessen la superfície dorsal del cos (sovint amb els centres més clars a les parts laterals). Presenta al voltant de 8 taques fosques (sovint allargades) al llarg dels flancs (la primera per sota de l'aleta dorsal i la darrera al final del peduncle caudal) i un reguitzell de petits punts tènues ventrolaterals des de la part superior de la pelvis fins al peduncle caudal. Els mascles mostren una tendència a tindre els radis de les aletes dorsal, pectorals i pelvianes més allargats que les femelles. Les poblacions del riu Honde tendeixen a posseir les barbetes sensorials i els radis de les aletes dorsal, pelvianes i pectorals més llargs que les altres poblacions. Alguns exemplars tenen també una mena de coixinet carnós a les superfícies interiors i ventrals de les espines de les aletes pectorals. Es diferencia de Zaireichthys conspicuus, Zaireichthys lacustris i Zaireichthys maravensis per la seua línia lateral allargada (estesa fins més enllà de la base de l'aleta anal); de Zaireichthys kunenensis pel seu major nombre de radis ramificats a l'aleta caudal (14-16 vs. 11-14); de Zaireichthys kavangoensis per la seua línia lateral més allargada (estesa més enllà de l'aleta anal i, en general, també de l'adiposa vs. fins a la meitat de l'anal); i de Zaireichthys kafuensis i Zaireichthys pallidus per la seua línia lateral més allargada i el seu major nombre de radis caudals (14-16 vs. 9-13) i pectorals (7-8 vs. 5-7).

## Reproducció
Pon al voltant de 12-16 ous grans, la qual cosa suggereix alguna mena de cura parental.

## Alimentació
S'enterra a la sorra i deixa només el cap a la vista per a poder nodrir-se d'organismes aquàtics diminuts.

## Hàbitat i distribució geogràfica
És un peix d'aigua dolça, bentopelàgic i de clima tropical, el qual viu a Àfrica: els fons sorrencs de les conques dels rius Save, Buzi i Pungwe, i els afluents del llac Malawi i dels trams mitjà i inferior del riu Zambezi (com ara, el riu Shire) a Malawi, Moçambic, Zàmbia i Zimbàbue.

## Observacions
És inofensiu per als humans i el seu índex de vulnerabilitat és baix (10 de 100).